# Мышечная сила

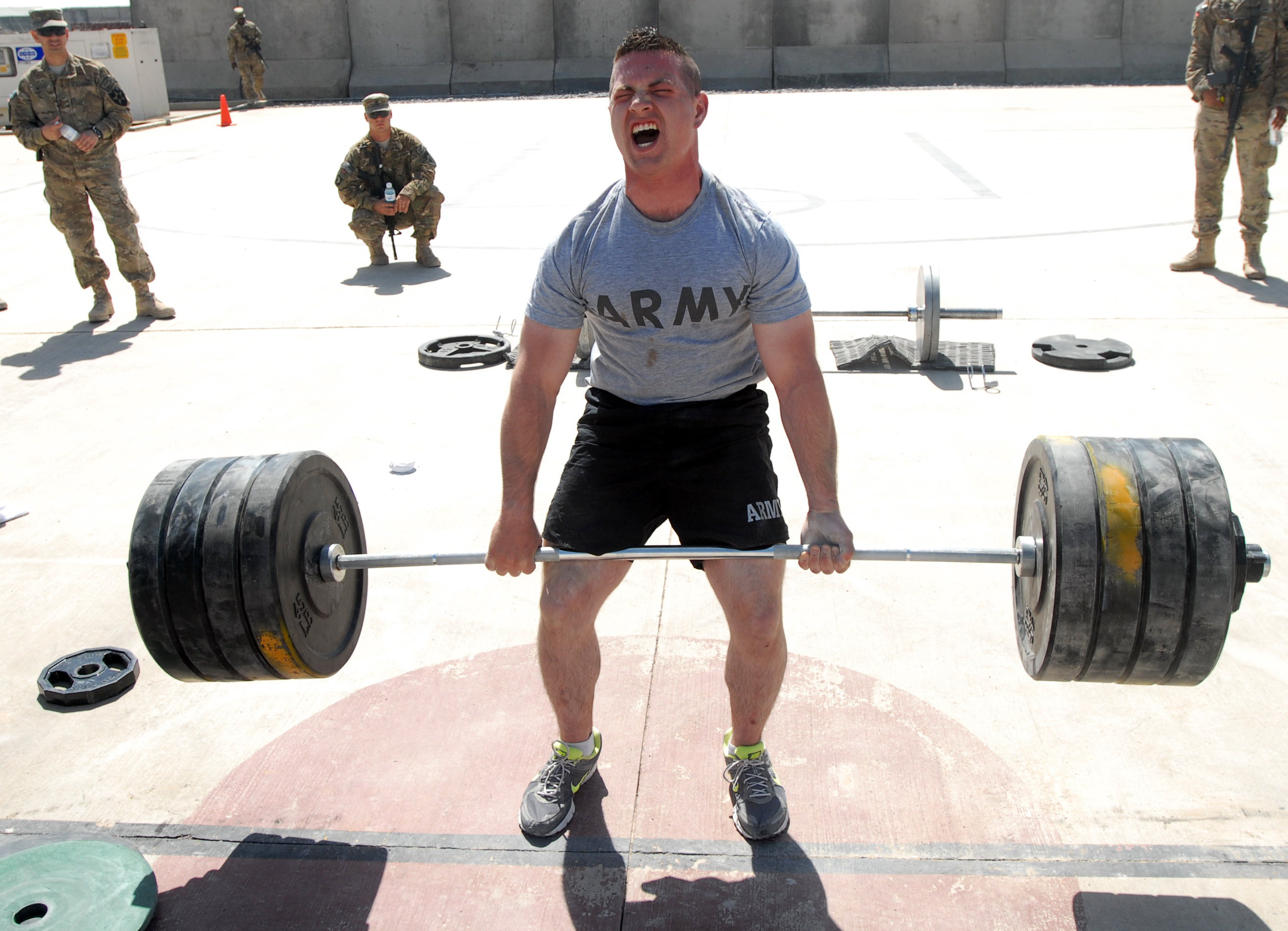
подъём штанги, армия США

Мы́шечная си́ла — способность человека преодолевать внешнее сопротивление (или противостоять ему) за счёт мышечных усилий (напряжений).
Силовые способности — комплекс различных проявлений человека в определённой деятельности, в основе которых лежит понятие «сила».
Силовые способности проявляются не сами по себе, а через какую-либо двигательную деятельность.
При этом влияние на проявление силовых способностей оказывают разные факторы, вклад которых в каждом конкретном случае меняется в зависимости от конкретных двигательных действий и условий их осуществления, вида силовых способностей, возраста, половых и индивидуальных особенностей человека.
Среди этих факторов выделяют:
- Мышечные
- Центрально-нервные
- Личностно-психические
- Биомеханические
- Биохимические
- Физиологические — факторы, а также различные условия внешней среды, в которых осуществляется двигательная деятельность

## Виды силовых способностей
- Силовые способности
- Скоростно-силовые способности
- Силовая выносливость
- Силовая ловкость